# Sunset Riders (videogioco)
Sunset Riders (サンセットライダーズ Sansetto Raidāzu?) è un videogioco sparatutto a scorrimento sviluppato e pubblicato dalla Konami per arcade nel 1991.
Il videogioco è ambientato nel vecchio West americano, dove il giocatore controlla uno dei quattro personaggi selezionabili, tutti cacciatori di taglie. All'inizio di ogni nuovo livello, al giocatore è mostrato un poster "wanted" in cui viene mostrato il boss di fine livello da affrontare.
La versione coin-op è stata resa disponibile in due varianti: una versione a due giocatori e una a quattro giocatori. Sunset Riders è stato convertito per le console Mega Drive nel 1992 e Super Nintendo nel 1993. Ognuna presenta differenze rispetto alla versione originale, per via dei limiti hardware delle console.

## Modalità di gioco
Si usano un joystick e due tasti. Il joystick permette al personaggio selezionato di spostarsi e di puntare l'arma in 8 direzioni diverse. Il tasto A serve a sparare, il tasto B a saltare. 
Le vite a disposizione sono tre, aumentabili al raggiungimento di determinati punteggi. Non ci sono punti ferita, pertanto un singolo colpo nemico causa l'immediata perdita di una vita.
Il gioco è strutturato in otto livelli: alla fine di ognuno di essi bisogna affrontare un boss. Per uccidere i nemici comuni è sufficiente un solo colpo nella maggior parte dei casi.
In sei livelli gli eroi sono appiedati; negli altri due - il secondo e il settimo - essi sparano in groppa a un cavallo, ma non durante gli scontri coi relativi boss. 
In alcuni livelli gli eroi vengono attaccati da mandrie di tori, invulnerabili: il loro arrivo è sempre annunciato da alcune galline che attraverseranno la scena, visibilmente spaventate. L'unico modo per evitare di essere travolti consiste nel saltare sul dorso dei tori e continuare a correrci sopra finché non saranno usciti tutti dalla schermata.

## Personaggi principali

### Eroi
- Steve: il primo dei quattro cacciatori di taglie, un cowboy biondo armato di due Colt. Indossa un cappello marrone, una camicia gialla con un gilet nero e pantaloni di cuoio marrone. Al collo porta una fascia di colore viola e al fianco destro ha un lazo. Nei livelli 2 e 7 cavalca un cavallo bianco. Non è disponibile nella versione per Mega Drive.
- Billy: il secondo dei quattro cacciatori di taglie, anche lui biondo e armato di due Colt. Indossa una camicia azzurra così come i pantaloni, la fascia e il cappello e ha un paio di stivali marrone. Il suo destriero nei livelli 2 e 7 è apparentemente di colore nero.
- Bob: il terzo dei quattro cacciatori di taglie; a differenza di Steve e Billy combatte con un fucile. È biondo anche lui, ma i suoi capelli sono più lunghi (scendono lungo le spalle). Porta un cappello rosso che gli cade dietro la schiena e indossa una camicia e dei pantaloni color verde acqua e un gilet marrone. Nei livelli 2 e 7, il suo cavallo è di colore pesca. É assente nella versione per Sega Mega Drive.
- Cormano: il quarto e ultimo dei cacciatori di taglie, di chiara provenienza messicana. Anche lui, come Bob, combatte con un fucile, però più corto e cromato. Veste un poncho rosa, pantaloni color fucsia e stivali marrone con speroni. Anche il suo sombrero è rosa. Inoltre ha i capelli corti, neri, e una folta barba altrettanto nera. Nei livelli 2 e 7, il suo cavallo è di colore rosso.

### Boss
- Simon Greedwell: banchiere e ricco proprietario terriero datosi al banditismo. Su di lui ci sono 10.000 dollari di taglia. Combatte con un fucile usando come protezione due barili che possono essere distrutti dal giocatore.
- "Hawkeye" Hank Hatfield: pistolero dotato di grande agilità che si ripara dietro una fila di casse in una stazione ferroviaria. Su di lui c'è una taglia di 20.000 dollari. Una volta allo stremo delle forze, salta per arrivare vicino al giocatore e cercare di colpirlo.
- Dark Horse: bandito che combatte in sella a un cavallo nero. Su di lui ci sono 30.000 dollari. Si può sconfiggere solo sparando direttamente su di lui, in quanto il cavallo è corazzato e dunque i proiettili vi rimbalzano. Dopo la morte del boss, il cavallo si allontana con il suo cadavere ancora in groppa. Uscito il cavallo, il giocatore vedrà una donna volare fuori da un saloon e andrà a soccorrerla. Quest'ultima dirà che nel saloon ci sono due uomini che stanno distruggendo tutto. Il giocatore si offre di battersi con loro ed entra nel saloon.
- I fratelli Smith: due banditi dinamitardi che attaccano il giocatore lanciandogli lanterne incendiarie o esplosivi. Si proteggono dietro cartelli che il giocatore può distruggere. Durante lo scontro, il giocatore può salvare tre ballerine legate e imbavagliate dagli Smith e queste ultime, come ricompensa, daranno al giocatore punti bonus. La taglia dei fratelli Smith è di 40.000 dollari.

Finito lo scontro con i fratelli Smith, il giocatore assisterà a un piccolo spettacolo delle ballerine, dopodiché una di esse rivelerà che c'è una grossa taglia su un certo Richard Rose, un inglese che gira sempre con tre scagnozzi.
- El Greco: è il primo degli scagnozzi di sir Richard Rose. Su di lui c'è una taglia di 50.000 dollari. È un messicano che combatte con una frusta e si protegge con uno scudo di ferro sul quale i proiettili rimbalzano. Indossa un grande sombrero di colore rosso. Una volta sconfitto, dirà "Adios, Amigo" al giocatore, per poi lanciare via il suo sombrero e cadere dal treno. Se il giocatore che lo sconfigge è Cormano, quest'ultimo prende al volo il sombrero e lo scambia col suo, tenendosi quello del boss per tutto il resto della partita.
- Chief Scalpem: uno sciamano pellerossa nonché secondo scagnozzo di Richard Rose. Attacca con coltelli e saltando da un palo all'altro dell'area sacra in cui egli agisce. Può lanciare i coltelli verso il giocatore e parare addirittura i proiettili. Dopo la sua sconfitta, l'eroe si prepara a dargli il colpo di grazia, quando arriva la sorella dello sciamano, la quale rivela che il boss stava solo eseguendo ordini. Lo sciamano verrà dunque risparmiato e presumibilmente tratto in arresto. La taglia su di lui è di 60.000 dollari.
- Paco Loco: un uomo calvo e obeso che può essere considerato la guardia del corpo personale di Richard Rose.  Combatte dall'alto di un avamposto di difesa di un fortino (la base di Richard Rose). Si presenta a torso nudo con indosso, incrociate, cartuccere da mitragliatrice in quanto l'arma che usa è proprio una mitragliatrice Maxim. Una volta sconfitto, pronuncia le parole "Hasta la bye bye" e inizia a sparare colpi all'impazzata, morendo di lì a poco. La sua taglia è di 70.000 dollari.
- Sir Richard Rose: il boss finale. Su di lui pende una taglia di 100.000 dollari. Combatte dal balcone e dall'ingresso del suo palazzo, prima proteggendosi dietro a due leoni in pietra (che il giocatore può distruggere) e poi scendendo per affrontare il giocatore a viso aperto. Va sconfitto due volte, in quanto si scopre che egli indossa un corpetto metallico come protezione.

Come immagine simbolica della definitiva sconfitta di Richard Rose si vede una rosa rossa prima in tutta la sua bellezza e poi deturpata e strappata dei suoi petali. Intascate tutte le taglie, i quattro eroi possono concedersi una cavalcata al tramonto.

## Bonus
In Sunset Riders sono presenti numerosi minibonus che aiutano il giocatore nella sua avventura e che si possono trovare lungo il percorso.
- Colpi automatici: bonus a forma di stella da sceriffo dorata con l'effigie di una pistola. Una volta presa, sarà sufficiente tenere premuto il tasto del fuoco per sparare proiettili in modo automatico (normalmente si spara un colpo alla volta).
- Doppia arma: bonus a forma di stella da sceriffo argentata con l'effigie di due pistole. Una viene presa, il giocatore avrà due armi che aumenteranno la cadenza di fuoco (normalmente si ha una sola pistola o un solo fucile, a seconda del personaggio).
- Bonus punteggio: conferiscono punti bonus e possono avere varie forme (tacchino arrosto, montagna di monete d'oro). Raccogliere i potenziamenti per le armi quando li si possiede già, li converte in bonus punteggio.
- Livello bonus a tempo: è possibile giocarci due volte durante lo svolgimento del gioco. Si dovranno colpire 50 nemici che compariranno a caso in una sorta di tiro al bersaglio. Più se ne colpiscono, maggiore sarà il punteggio.
- Vite extra: dopo aver eliminato ciascun boss il giocatore guadagna un'altra vita, il cui simbolo è una pistola che si affianca alle altre nella schermata in alto sotto il punteggio. A partire dal livello di  Chief Scalpem compariranno alcune vite bonus lungo il percorso, a forma di cuore giallo.

## Colonna sonora
Le musiche si devono a Motoaki Furukawa.